# Полойка
Полойка (рос. Полойка) — село у Краснозерському районі Новосибірської області Російської Федерації.
Входить до складу муніципального утворення Полойська сільрада. Населення становить 1129 осіб (2010).

## Історія
Згідно із законом від 2 червня 2004 року органом місцевого самоврядування є Полойська сільрада.

## Населення
| 2002 | 2007  | 2010  |
| ---- | ----- | ----- |
| 1490 | ↗1577 | ↘1129 |